# Chūgoku no chōjin
Chūgoku no chōjin (中国の鳥人, "Kinas fågelfolk") är en japansk dramafilm från 1998 i regi av Takashi Miike, med Masahiro Motoki och Renji Ishibashi i huvudrollerna. Den handlar om en japansk tjänsteman som skickas till en isolerad del av Yunnan i Kina för att värdera ett jadefynd, och en gangster som följer efter honom för att bevaka yakuzans intressen. På plats i den kinesiska byn råkar de på en mystisk ung kvinna som sjunger på engelska och eventuella spår efter japanernas mytologiska ursprung.
Filmen har teman om nationellt ursprung och kulturella gränsdragningar. Den använder en teknik förknippad med magisk realism, genom att placera välbekanta inslag i ovanliga sammanhang och därmed ge dem ett främmandeskap. Miike, som är känd för sina yakuzafilmer, låter yakuzamannen resa till en otypisk miljö, tillsammans med den urbana tjänstemannen som även han är en välbekant japansk stereotyp.

## Medverkande
- Masahiro Motoki som Wada
- Renji Ishibashi som Ujiie
- Mako som Shen
- Li Li Wang som Yan Si-chang